# Parafia Kościoła Katolickiego Mariawitów w Felicjanowie
Parafia Trójcy Przenajświętszej w Felicjanowie – parafia centralna Kościoła Katolickiego Mariawitów w RP i kustodii płockiej. Siedzibą parafii jest kaplica Nieustającej Adoracji Ubłagania w klasztorze mariawickim, znajdującym się w Felicjanowie, w gminie Bodzanów, powiecie płockim, województwie mazowieckim. Proboszczem parafii jest siostra biskupka Damiana Maria Beatrycze Szulgowicz, zwierzchnik Kościoła.
Do parafii należą wierni z Felicjanowa, Bodzanowa, Miszewa, Pepłowa i Stanowa. Ponadto placówka ta opiekuje się diasporą zamieszkującą Płock, Lipińskie, Radzanowo-Lasocin, Ramutowo i Świniary. Parafia współużytkuje cmentarz mariawicki w Pepłowie.

## Historia
W 1910 za pieniądze z ofiar wiernych i pożyczkę zaciągniętą w banku rolnym w imieniu Kościoła Mariawitów, Feliksa Kozłowska zakupiła od Florentyny z Jurkiewiczów Maciejowcowej 500 hektarów ziemi, które następnie podzielono wśród osiedlających się tam wyznawców mariawityzmu. Poza tym z istniejącego tam wcześniej folwarku wydzielono 46 hektarów, które stały się zalążkiem klasztoru, szkoły, internatu dla sierot i ochronki. Powstała owczarnia i młyn. Zakonnice Zgromadzenia Sióstr Mariawitek prowadziły pracownię haftu, pralnię, szwalnie. Osada od imienia założycielki została nazwana Felicjanów.
W 1935 w miejscowości wraz z żoną, synem i grupą swoich sympatyków zamieszkał arcybiskup Jan Maria Michał Kowalski wcześniej zdjęty z urzędu zwierzchnika Kościoła Starokatolickiego Mariawitów. W Felicjanowie zorganizował on ośrodek życia religijnego własnej wspólnoty mariawickiej, która po rozłamie z denominacją płocką przyjęła nazwę Kościoła Katolickiego Mariawitów.

## Nabożeństwa
- Msza św. w niedzielę – o godz. 10:00;
- Msze św. codzienne – zgodnie z ogłoszeniami proboszcz parafii;
- Adoracja Przenajświętszego Sakramentu – codziennie od rana do wieczora;
- Adoracja tygodniowa – we czwartek;
- Adoracja miesięczna – 1. dnia każdego miesiąca[1].